# Union Bank of Louisiana
L'Union Bank of Louisiana était l'une des deux plus grandes banques de la Nouvelle-Orléans dans les années 1830 et a joué un rôle primordial dans l'histoire de la culture du coton, en facilitant l'implication des investisseurs britanniques.

## Histoire
Créé en avril 1832 par Edmund J. Forstall, qui est son président et l'un de ses premiers actionnaires, aux côtés d'Alexander Gordon, l'Union Bank of Louisiana ouvre huit succursales en milieu agricole. Elle est une version mieux capitalisée de l'autre banque ouverte quatre ans plus tôt, la "Consolidation Association of Planters", que l'État de Louisiane avait du secourir après l'échec d'une émission obligataire de deux millions de dollars. A elle seule, l'UBL représente un doublement du capital des banques dans l'État de Louisiane.
Edmund J. Forstall, président de l'UBL, rejoindra ensuite la Banque des citoyens de la Louisiane, fondée l'année suivante pour les opérations foncières, dont il deviendra également président et qui représente la banque américaine la mieux capitalisée l'époque, avec douze millions de dollars, plus qu'aucune autre aux États-Unis.
L'Union Bank of Louisiana doit préfinancer les récoltes mais aussi les travaux d'infrastructures, canaux et transports. Son fondateur s'oppose à un inventeur et scientifique local, Norbert Rillieux, diplômé de l’École Centrale Paris, qui a épousé une femme de couleur avant de revenir en Louisiane où ses parents sont négociants en coton et qui travaille sur les problèmes de gestion de l'eau à la Nouvelle-Orléans.
Le 24 août 1832, la banque lance un grand emprunt obligataire de 7 millions de dollars, qui bénéficie aussi de la garantie de l'État. Samuel Jaudon, le trésorier général de la succursale de la Second Bank of the United States à La Nouvelle-Orléans, s'entremet pour la souscription d'investisseurs étrangers. La Banque Barings acquiert plus de la moitié des titres. C'est sa première grande opération d'investissement sur le sol américain. C'est aussi, pour les planteurs de Louisiane, le signe que la City de Londres, première place financière au monde, leur fait confiance et les soutient. L'émission obligataire verse des intérêts significatifs, servis jusqu'à Londres.
Lors de la Panique de 1837, c'est dans ses locaux que se réunissent seize financiers importants de la ville, pour tenter de trouver des solutions à la crise, alors que leurs stocks de métaux précieux peuvent difficilement faire face aux crainte des épargnants. Il leur est alors proposé de mettre l'accent sur l'escompte du papier commercial et de ne pas exiger leurs comptes d'actifs avant le mois de décembre, un récit de la réunion étant ensuite publié dans un journal de la ville favorable aux banquiers et nommé L'Abeille de la Nouvelle-Orléans. L'accord proposé est cependant rejeté immédiatement par une autre banque importante de la place, la Banque des citoyens de la Louisiane, car le climat est à sécuriser ses propres intérêts, pour les banques les plus solides, "et seulement après à penser à ce qui peut bénéficier à la communauté", commente L'Abeille de la Nouvelle-Orléans. En 1838, après la crise, Edmund J. Forstall doit démissionner de la présidence de la Citizens Bank of Louisiana, après s'être désolidarisé de son allié européen, Manuel Julián de Lizardi y Migoni, avec lequel il avait réussi à draîner d'importants financements en Europe, via ses filiales de Paris, Londres et Liverpool. Dans les années 1840, il sera à l'origine d'un système auquel il donne son nom, prévoyant de garantir la solvabilité des banques en fixant un ration de métaux précieux, sous forme de réserves, représentant au moins un tiers de leur passif.